# Periklís Pierrákos Mavromichális
Periklís Pierrákos Mavromichális (en grec moderne : Περικλής Πιερράκος Μαυρομιχάλης), né en 1863 et mort en 1938, est un général et homme politique grec ; il s'illustra en outre comme escrimeur ayant pour arme le fleuret.
Il appartient à la grande famille, originaire du Magne, des Mavromichális ; il est le fils d'Antoine Mavromichális. Il suit les cours de l'Ecole militaire, dont il sort avec le grade d'officier de cavalerie. Il participe à la guerre gréco-turque de 1897 comme sous-lieutenant de cavalerie, ainsi qu'aux guerres balkaniques comme lieutenant-colonel. En tant que général, il commande le second Corps d'armée durant la campagne d'Asie Mineure. Compagnon de Nikolaos Plastiras durant la Révolution de septembre 1922, il devient ministre de l'Intérieur sous le gouvernement de Stylianós Gonatás en novembre de la même année. En remplacement du général Theodoros Pangalos, démissionnaire, il devient le Général en chef de l'armée grecque sur l'Hèbre (aujourd'hui, la  Maritsa), et prend officiellement ses fonctions le 3 juillet 1923. Il poursuit sa carrière politique avec les mandats de sénateur et député.
Il a remporté une médaille de bronze en épée individuelle aux Jeux olympiques d'été de 1896 à Athènes.